# Austin 1800
El Austin 1800 (código BMC ADO17) es un automóvil producido por la empresa británica British Motor Corporation (BMC), y más tarde por British Leyland entre 1964 y 1975.
Presentado inicialmente como Austin 1800,- también fue comercializado como Morris 1800  y Wolseley 18/85, y posteriormente como Austin 2200, Morris 2200 y Wolseley Six. En Dinamarca se vendió como Morris Monaco y como Austin 1800 Balanza en el Benelux.
En 1965 fue ganador del Autovil del Año en su segunda edición (premio otorgado el año anterior a otro automóvil británico, el Rover P-6).

## Desarrollo
El ADO17, denominado así internamente en referencia a ser el diseño 17 de Amalgamated Drawing Office de BMC, fue la respuesta del grupo para un automóvil de tamaño grande tras el éxito del Mini y el Austin 1100. Comercializado desde 1964 como "Austin 1800", a partir de 1966 salió a la venta bajo otras marcas del grupo, siguiendo la costumbre de la época de utilizar cada una de ellas su propia red comercial. El nombre 18/85 había sido utilizado previamente por Wolseley entre 1938 y 1948.
El diseño del coche no era convencional, siguiendo el estilo general del Mini y del Austin 1300, con una excepcional anchura, una batalla muy larga y gran cantidad de cristal que le dotaban de una sorprendente habitabilidad y luminosidad, pero también de un aspecto extraño debido al requerimiento de la suspensión hidroelástica de situar el espacio de carga entre las ruedas. Esta característica le valió el sobrenombre de landcrab, "cangrejo" con el que era conocido popularmente y la denominación de Austin 1800 Balanza con que se comercializó en algunos mercados exteriores.
Frente a su aspecto exterior minimalista el interior incluía cuero, madera y cromo, hueco para paraguas y un cuadro de instrumentos con indicador "de cinta" retroiluminado entonces muy moderno. Los asientos podían colocarse en múltiples posiciones, pudiendo utilizarse como cama ocasional. El diseño exterior correspondió al propio Alec Issigonis junto con el proyectista italiano Pininfarina, lo que le confería como a su hermano menor el ADO16, un evidente parecido con el Autobianchi Primula.
Bajo la carrocería la tecnología también era avanzada y distinta de lo habitual en su momento. Empleaba una suspensión Hydrolastic en la que el paso de fluido hidráulico a través de una válvula actuaba como amortiguador, comprimiendo un bloque de goma que actuaba de resorte. Utilizaba ya un compensador de frenada trasero mediante válvula de inercia y las versiones 2.200 montaban un motor de 6 cilindros en línea montado transversalmente -factible por la posición de la caja de cambios en el cárter-. La resistencia a la torsión del monocuerpo de la carrocería aún hoy es excepcional, con una rigidez de 18032 Nm/grado, superior a la muchos vehículos actuales
El coche fue mejorando progresivamente como era característico en los vehículos de esta época, lo que se aprovechó también para resolver algunos problemas de juventud como el consumo excesivo de aceite. Junto con el uso de la suspensión hidráulica interconectada esta era una de sus características: los ADO16 y ADO17 se mantuvieron fieles a la disposición transmission in-sump ideada por Sir Alec Issigonis para el Mini, con la caja de cambios en el cárter del motor compartiendo aceite con el engrase del motor y utilizando semiejes de igual longitud. Esta disposición se mantendría en sus sucesores los Austin Princess y Ambassador.

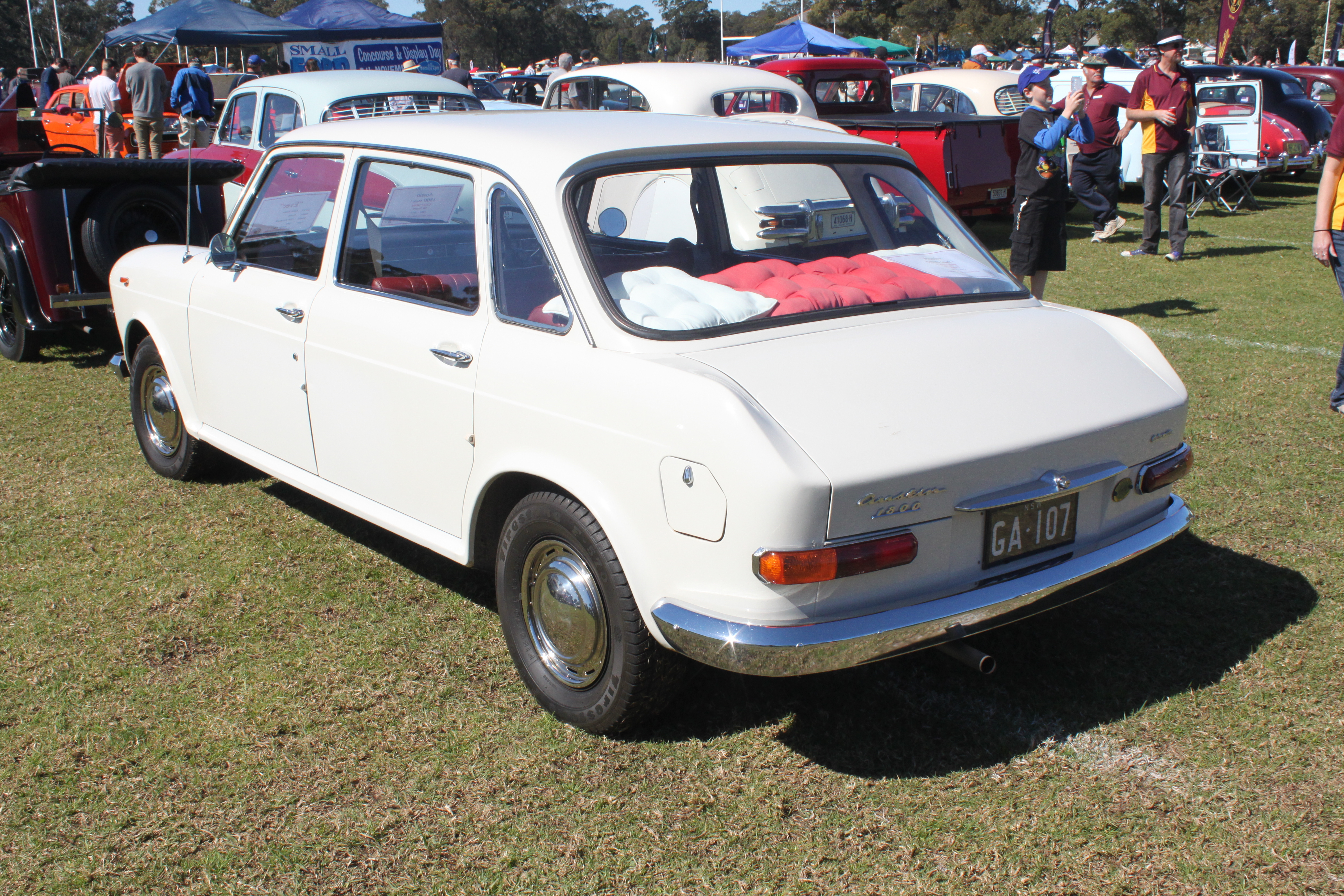
Austin 1800 Mk1 1968
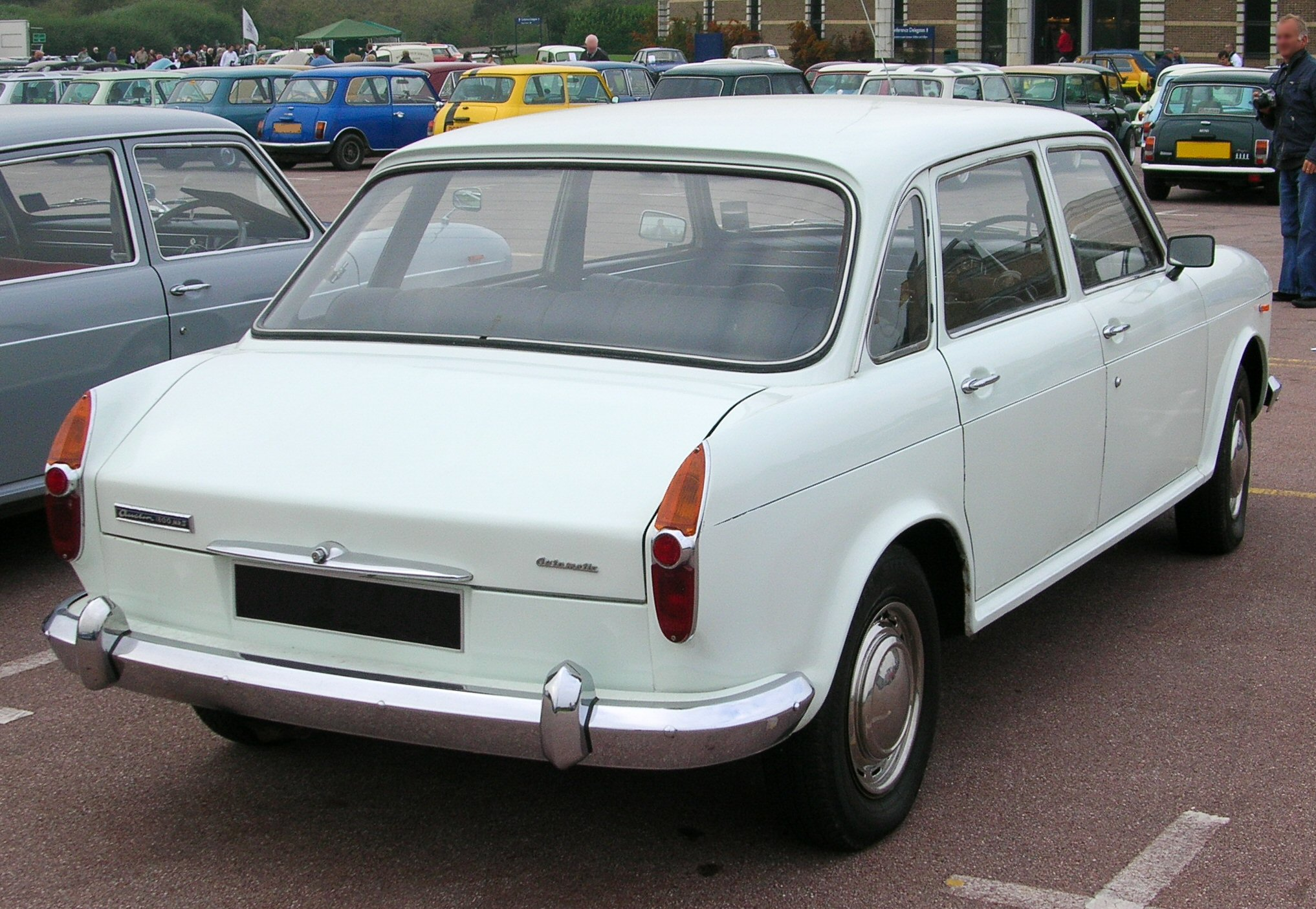
Austin 1800 Mk2 1969
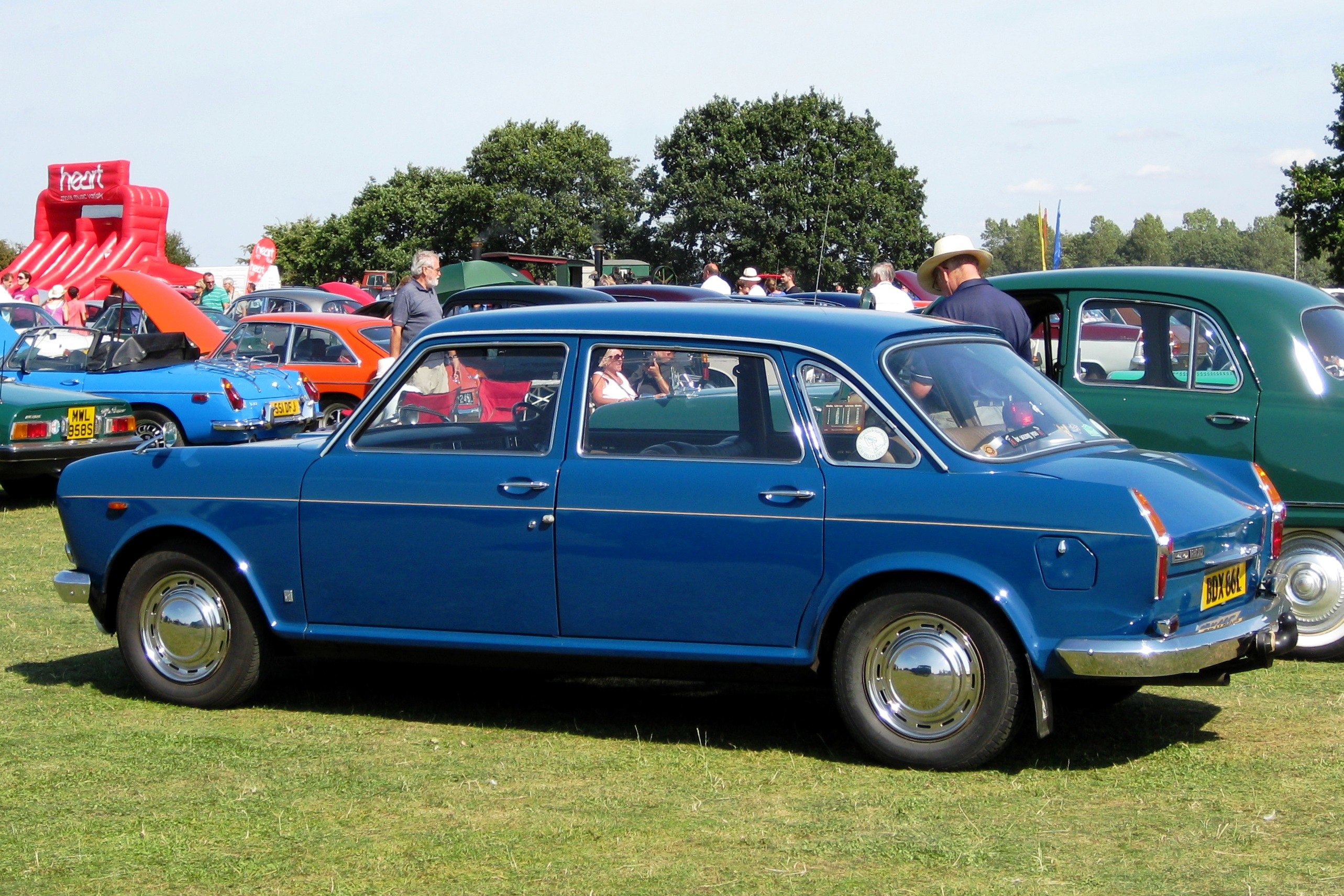
Austin 1800 Mk III 1973
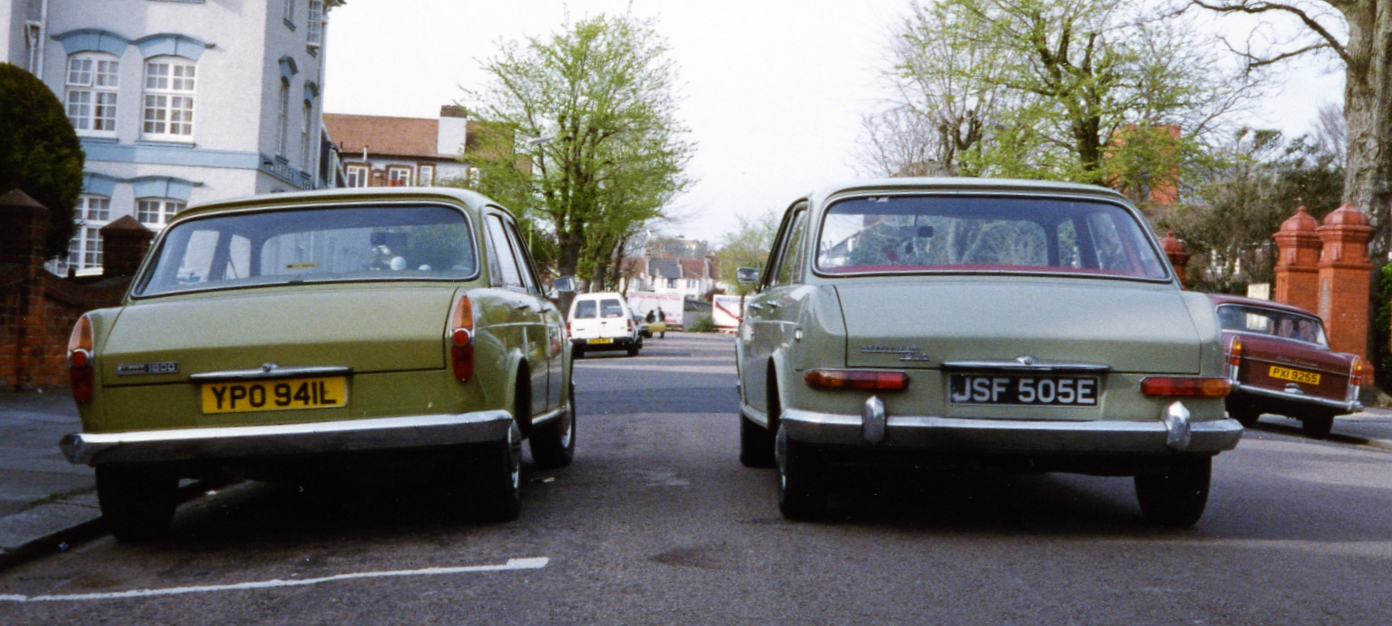
Morris Mk2 y Mk1
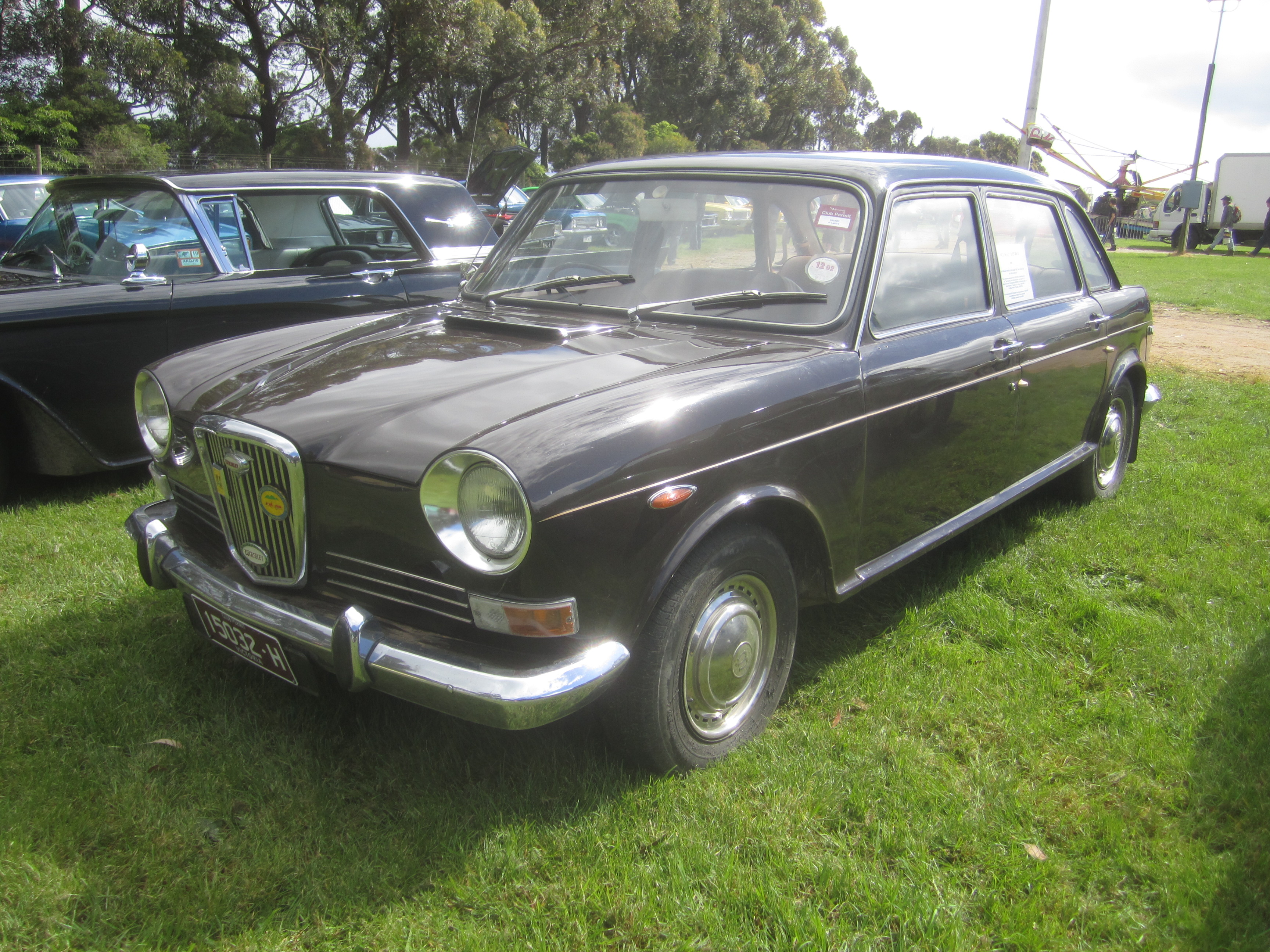
1969 Wolseley 18-85 Saloon
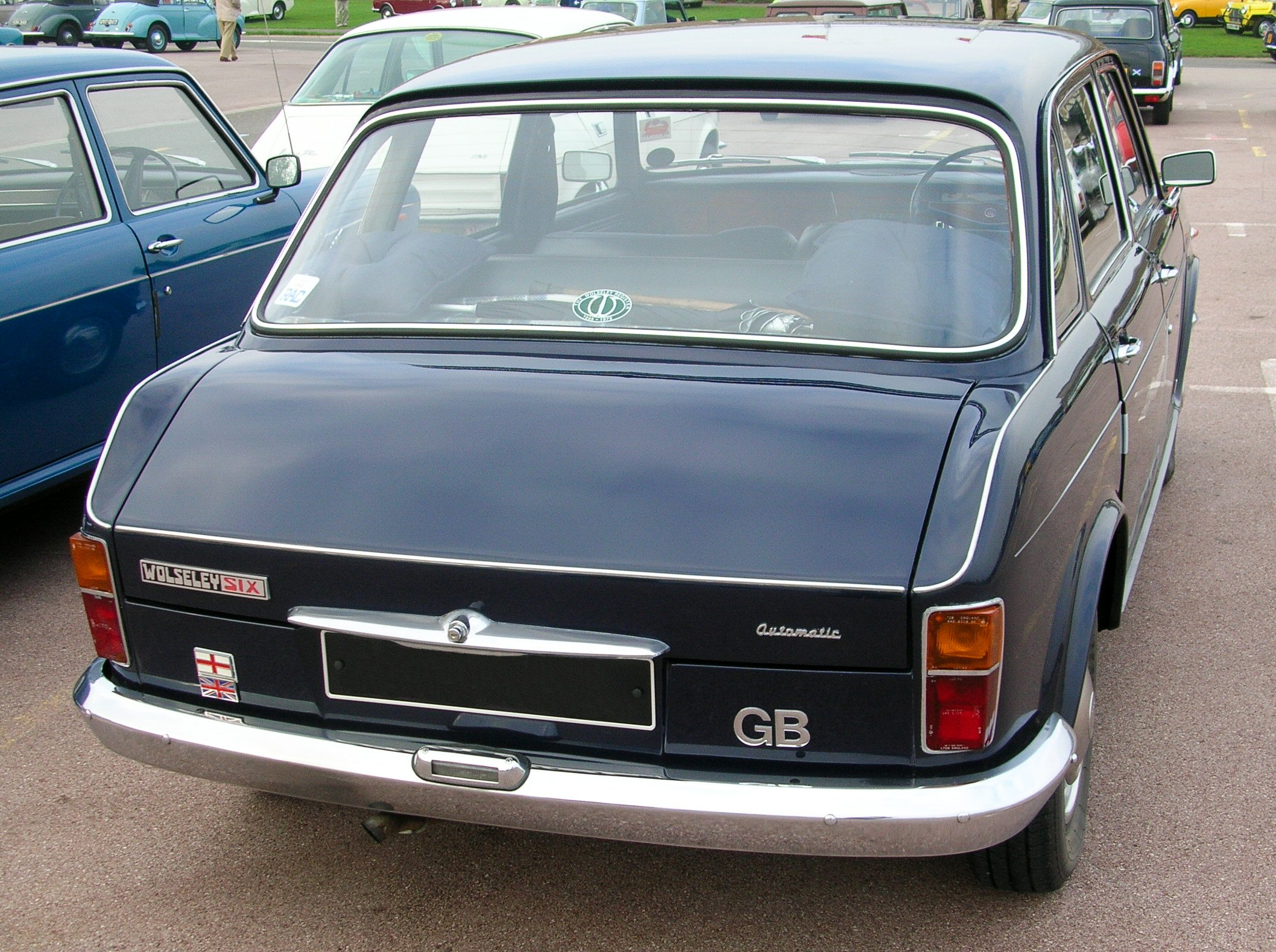
Wolseley Six Automatic 1972
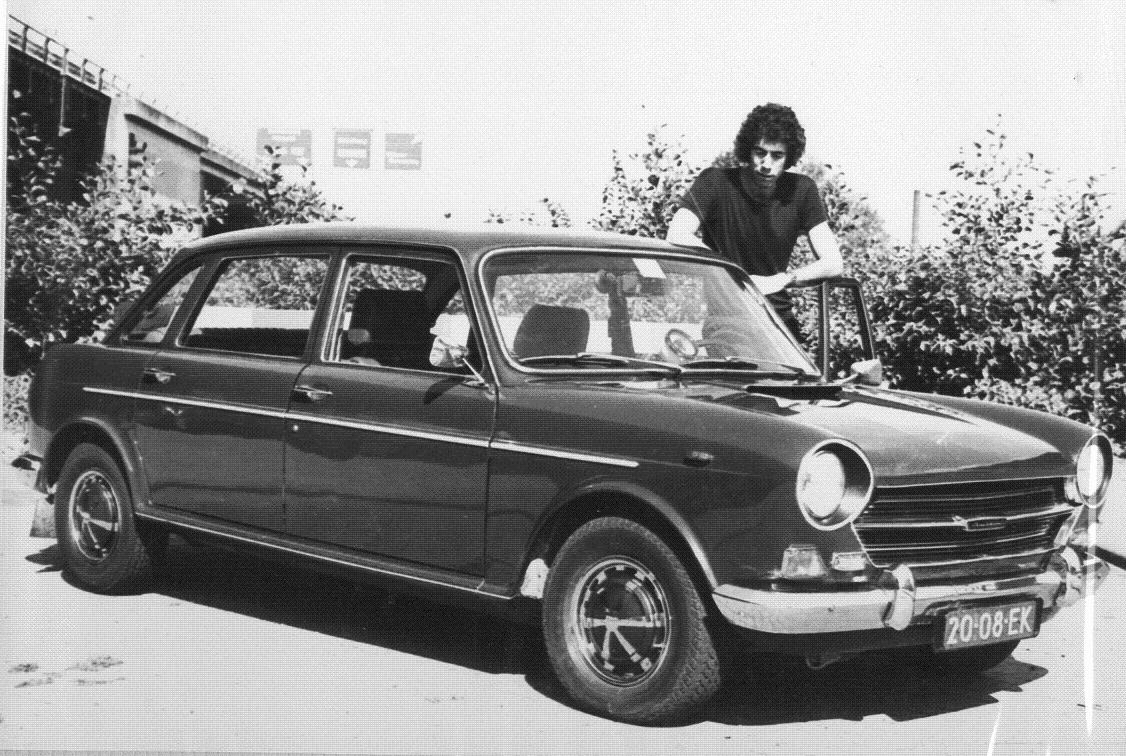
Austin 1800 Balanza
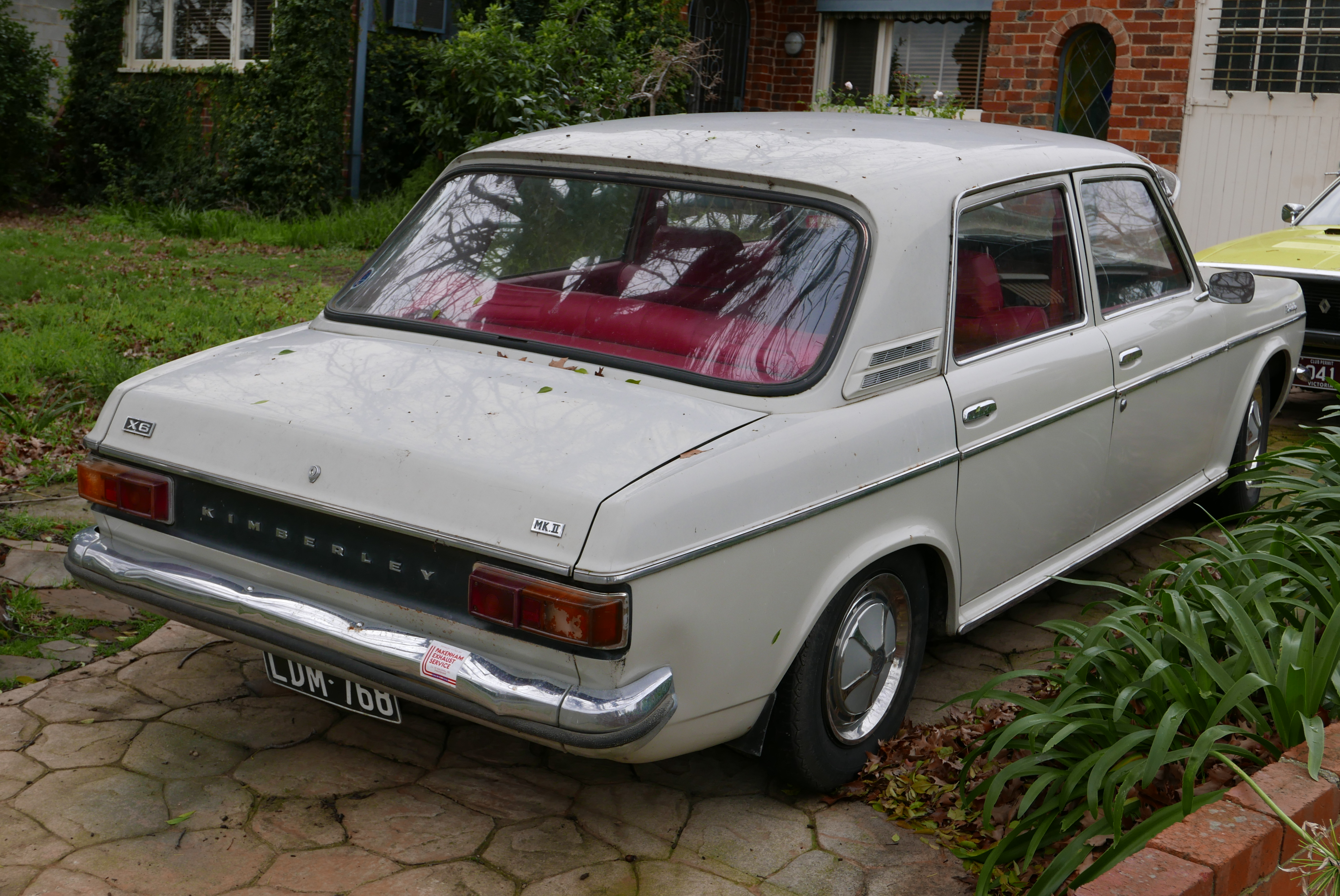
Austin X6 Kimberley sedan Mark II 1972-1973

## Derivados indirectos
El aire de familia del Austin 1800 ADO17 de 1964 con el Mini ADO15 de 1959 y con Austin 1300 ADO16 de 1962 es evidente. Sin embargo no comparten panelería puesto que cada uno de los tres proyectos utiliza una "célula" distinta. Alec Issigonis utilizó un sistema de células para cada uno de los tres proyectos, A-Cell para el Mini, B-Cell para el Austin 1300 y C-Cell para el Austin 1800.
Cada una de las células o partes centrales de la carrocería incluía las puertas y los pilares A y B, pudiendo modificarse libremente sus extremos. Ejemplos de este sistema son las modificaciones en la célula del ADO15 que dieron lugar al Wolseley Hornet o al Morris Mini-Traveller, y el diseño de Michelotti con base ADO16 del que nació el Austin Victoria.  
La célula C-Cell del ADO17 fue la última en aparecer y de ella se derivaron dos nuevos modelos -el ADO 14 y el ADO 61- totalmente distintos, hasta el punto de que el Austin 3 litre llevaba el motor en disposición longitudinal y estaba propulsado por las ruedas traseras. Ambos modelos adolecieron de una estética sobrepasada en una época donde estaban en plena vigencia las carrocerías curvilíneas estilo de "botella de Coca-Cola".
- ADO61 -Austin 3-Litre- de 1968

- ADO14 -Austin Maxi- de 1969. Su célula -D Cell- derivaba de la del 1800, con sus mismas puertas aunque con menor batalla.

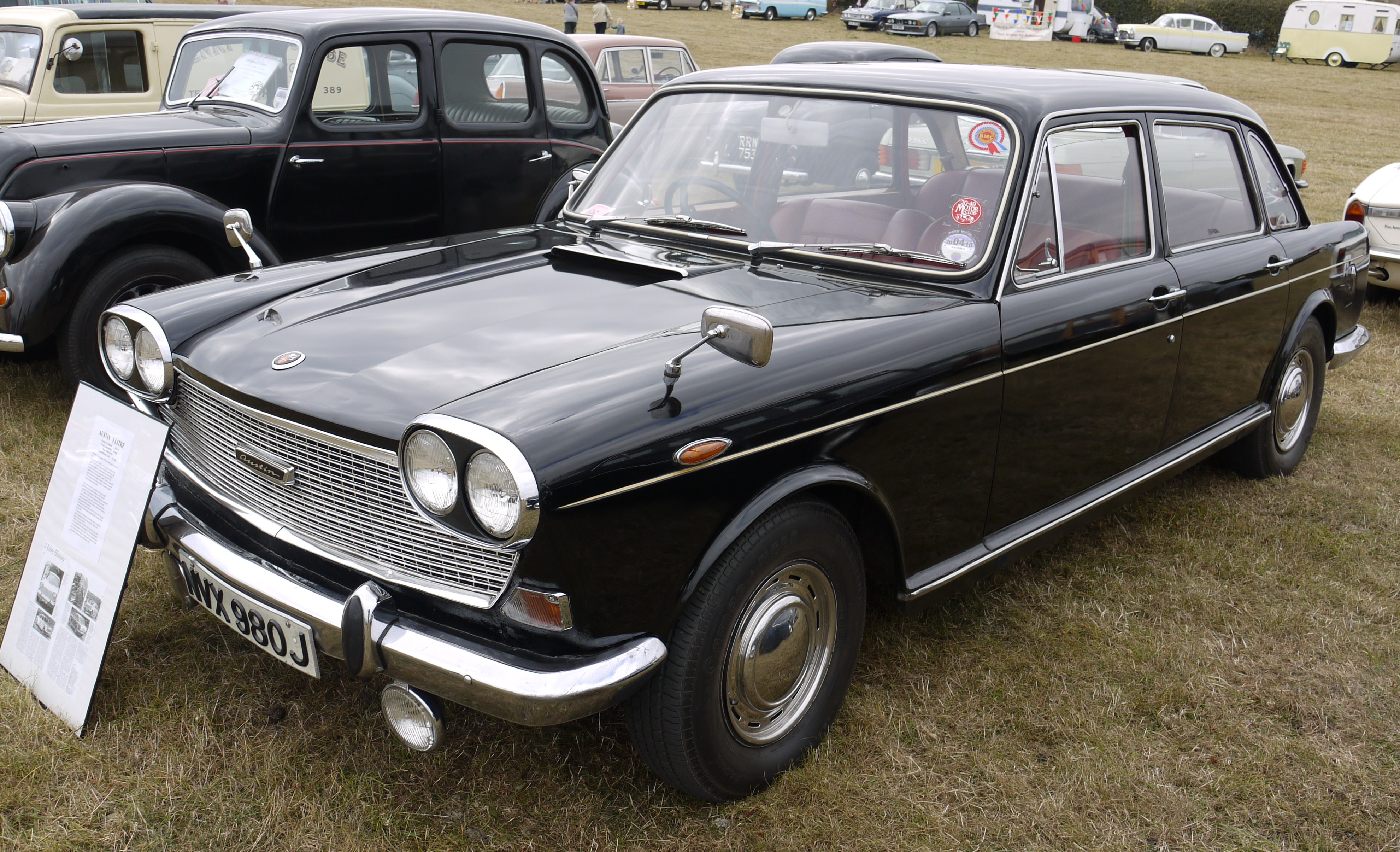
Austin 3 Litre
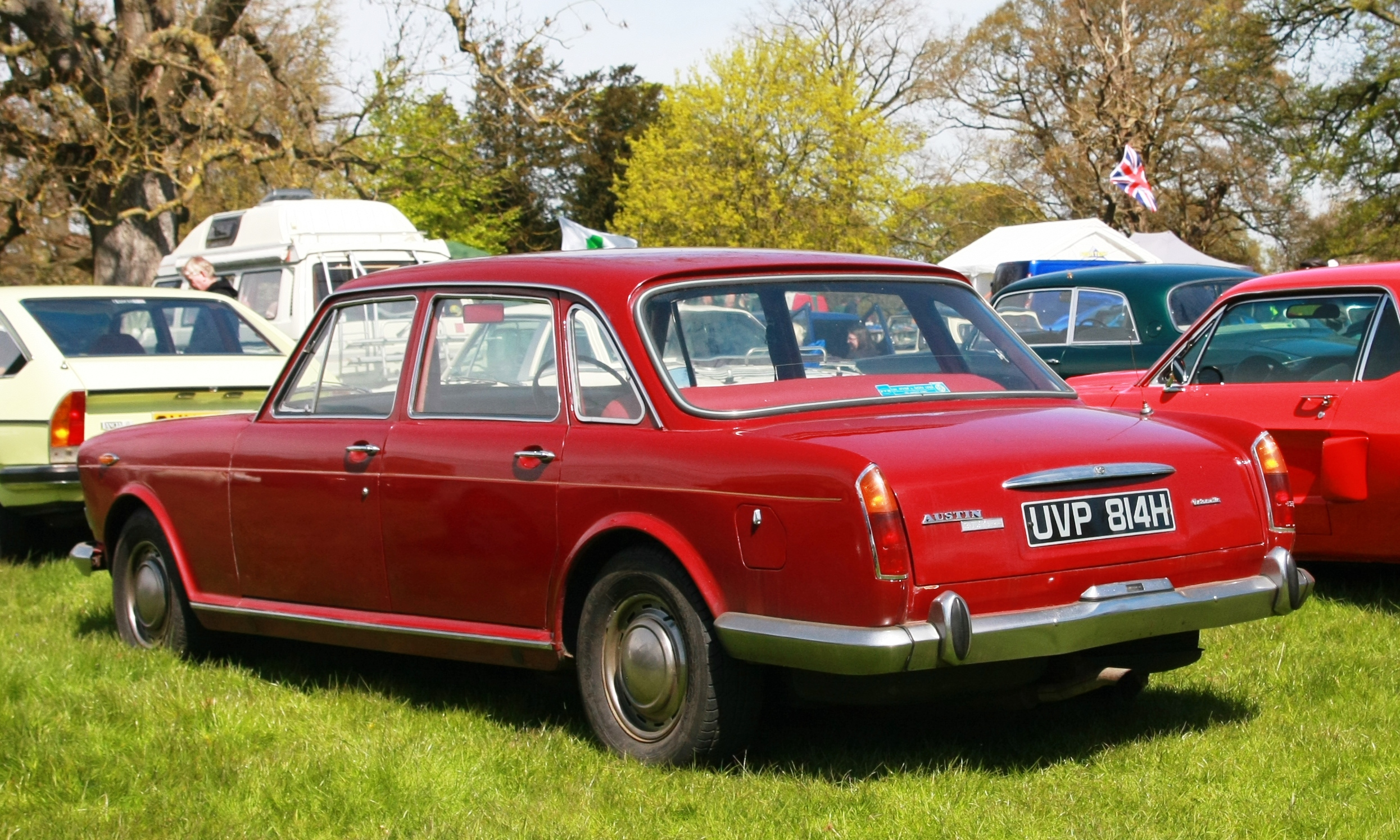
Austin 3 litre
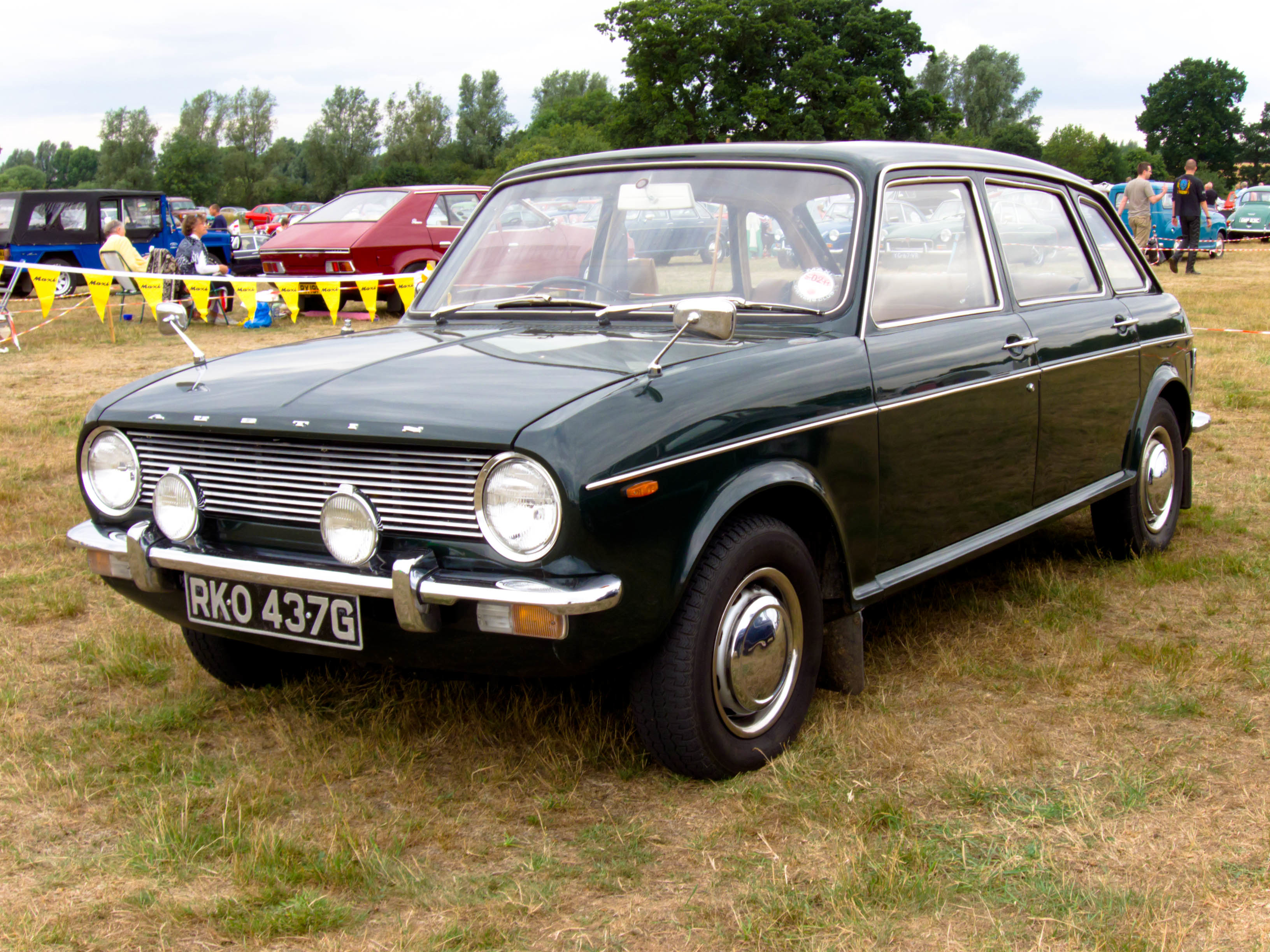
Austin Maxi
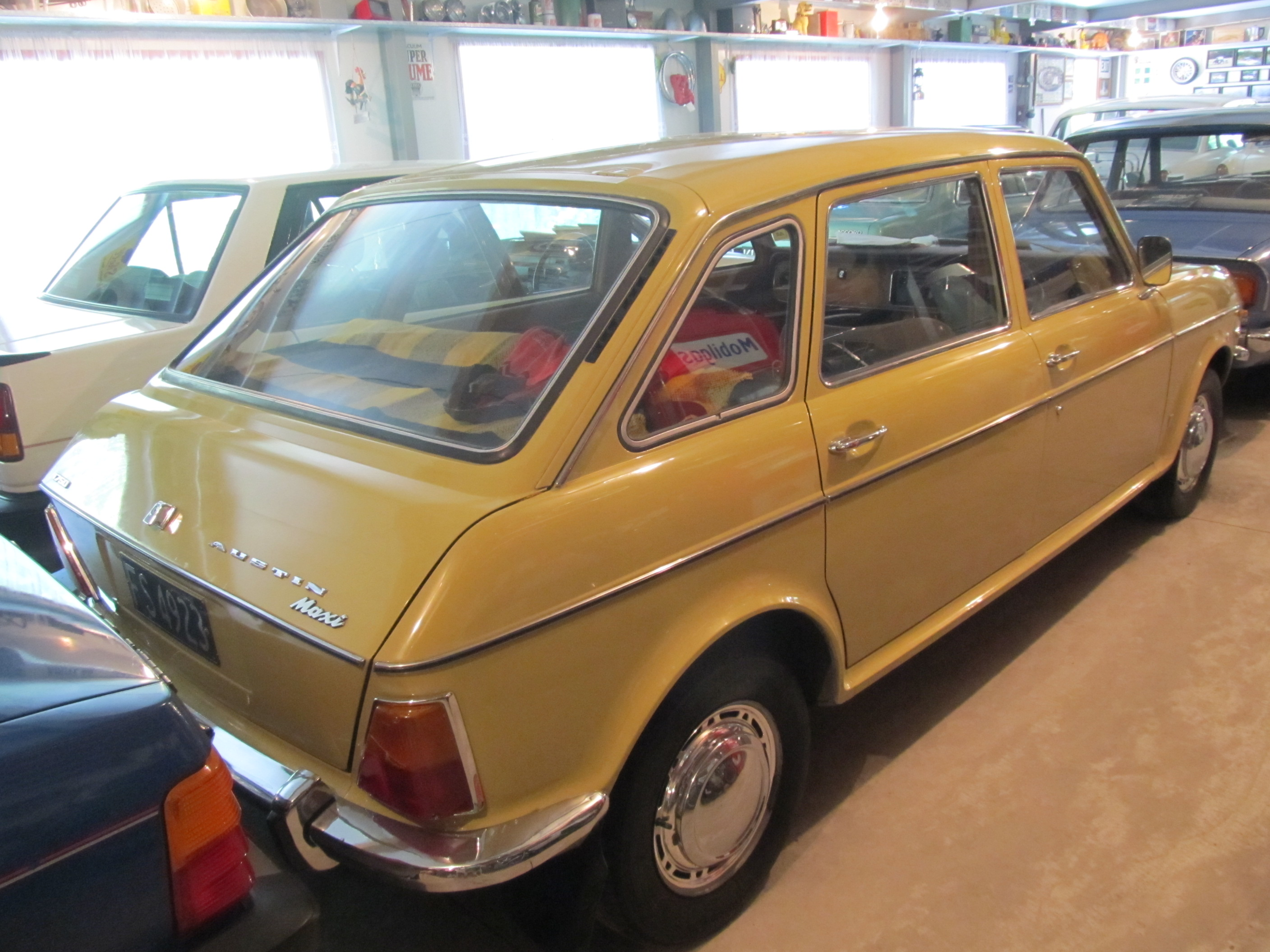
1972 Austin Maxi 1750